# Отис, Элиша Грейвс
Эли́ша Грейвс О́тис (англ. Elisha Graves Otis; 3 августа 1811, Галифакс, Вермонт — 8 апреля 1861, Нью-Йорк) — американский изобретатель безопасного лифта (системы задержки лифта в шахте при обрыве каната) и основатель компании Otis Elevator Company.

## Биография
Родился в многодетной семье (шестым ребёнком из шести детей) на ферме вблизи Галифакса (штат Вермонт). В молодости пытался заниматься бизнесом, но плохое здоровье не позволяло добиться успеха. В 1845 году он перебрался в Олбани, вблизи от Нью-Йорка, и в течение трёх лет работал механиком на фабрике кроватей «Тингли», где начал заниматься железнодорожными тормозами безопасности.

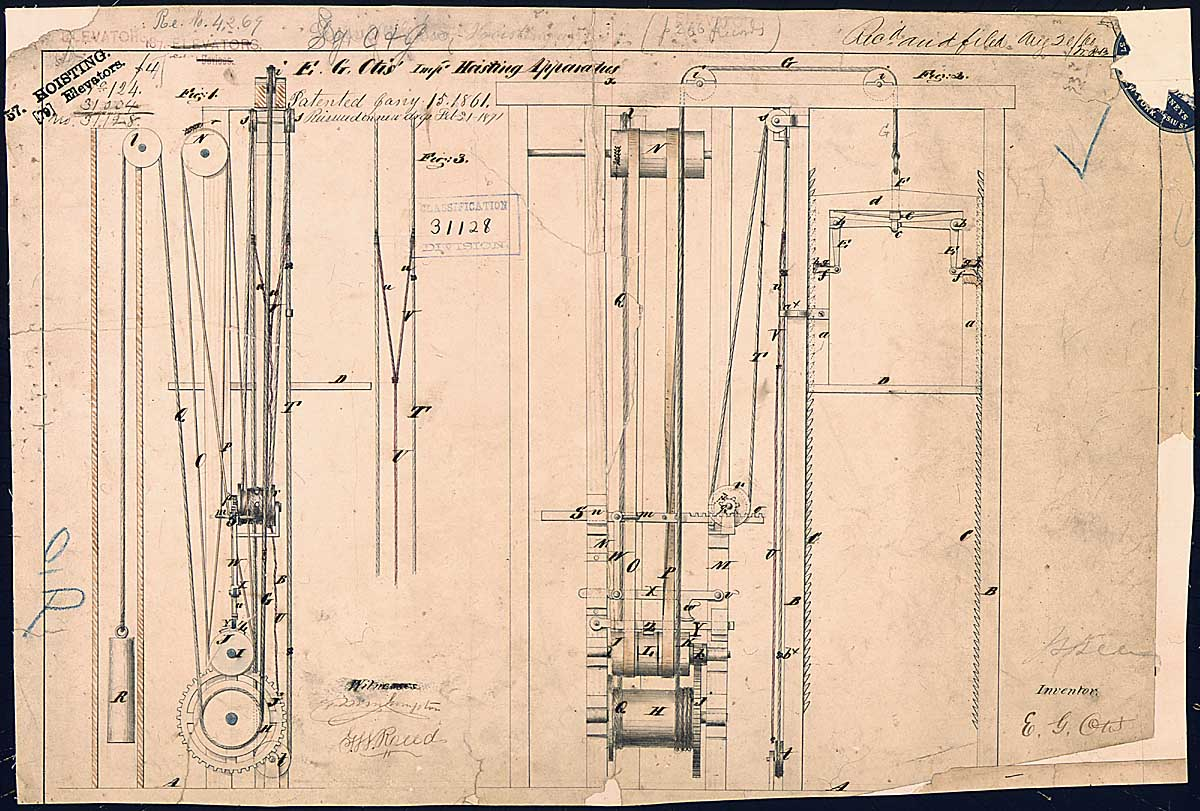
Патент на ловитель

В 1852 году переехал в Нью-Йорк. Там столкнулся в работе с проблемой безопасности подъёма тяжёлого оборудования на верхние этажи здания и разработал свою систему задержки груза при обрыве троса или каната (так называемые ловители, которые затормаживают кабину на направляющих рельсах шахты при обрыве троса). В 1854 году изобретатель поразил публику демонстрацией своего устройства безопасности на выставке в New York Crystal Palace в Нью-Йорке — Отис стоял на открытой платформе подъёмника, в то время как его помощник топором обрубал удерживавший её канат; при этом платформа оставалась на месте и не падала в шахту благодаря ловителям.
Первый пассажирский лифт-подъёмник был установлен в Нью-Йорке в 1857 году. Простое устройство безопасности в сочетании с использованием стальных каркасов зданий дало возможность начать строительство многочисленных небоскрёбов.
В последние дни своей жизни Элиша Отис заразился дифтерией и умер 8 апреля 1861 года в возрасте 49 лет.

## Фирма «Отис»

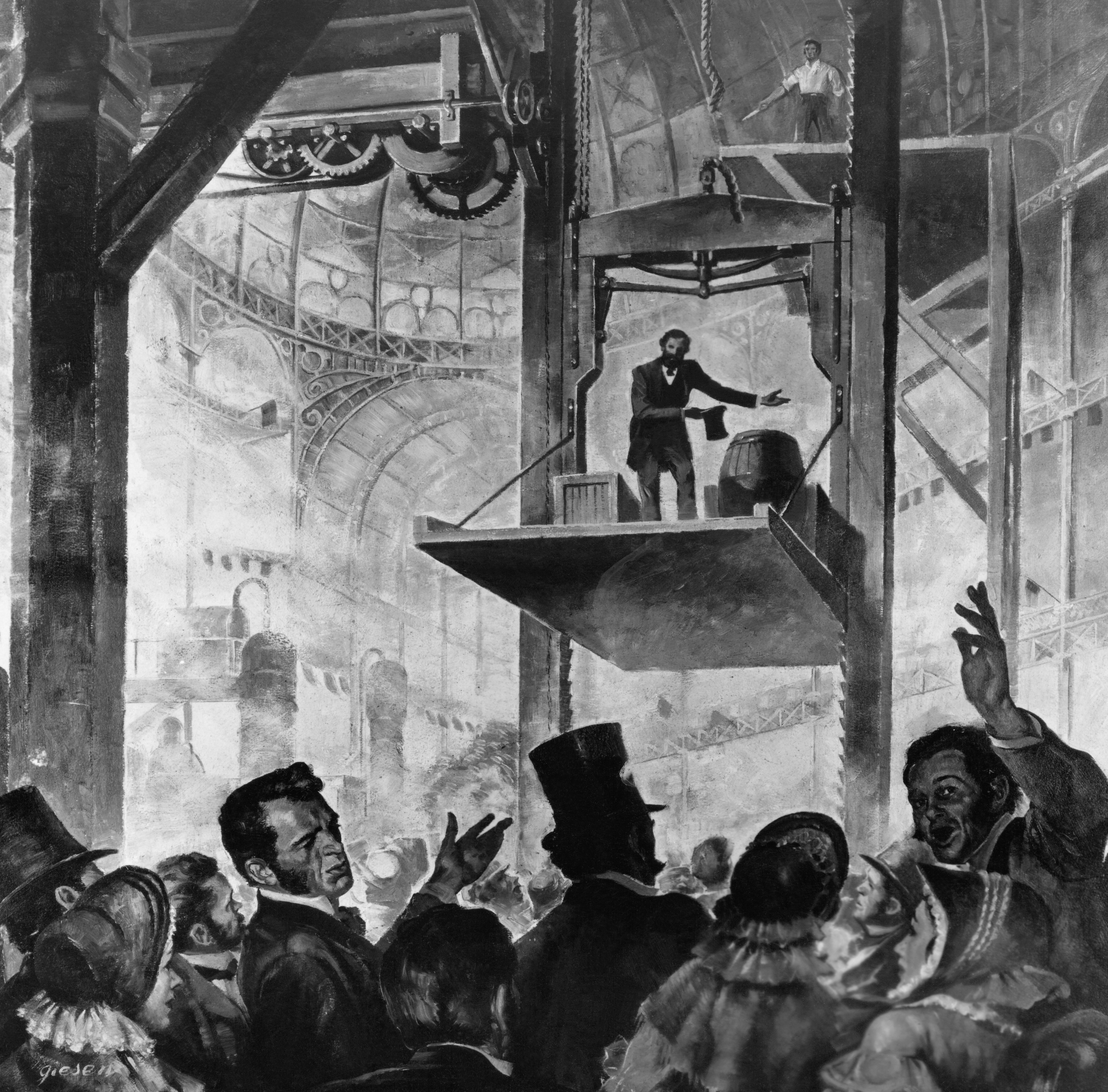
Демонстрация безопасности лифта в 1853 году

В 1853 году Элиша основал компанию «Otis». После его смерти в 1861 году его сыновья продолжили бизнес. Уже в 1873 году более 2 тысяч лифтов этой компании было установлено в офисах, гостиницах и универмагах США. В 1878 году был установлен первый пассажирский гидравлический лифт Otis. В 1889 году компания разработала лифт с электрическим приводом. В дальнейшем такими лифтами были оснащены небоскрёбы, в том числе Эмпайр-стейт-билдинг, Всемирный торговый центр в Нью-Йорке и другие высотные здания.

## Эскалатор
В 1900 компания «Otis» продемонстрировала на Всемирной Парижской выставке свой первый ступенчатый эскалатор, созданный для общественного пользования американским изобретателем Чарльзом Д. Сибергером. В 1910 году Сибергер продал права на своё изобретение компании «Otis».

## Наши дни
В наши дни компания Otis является мировым лидером по производству лифтов и эскалаторов. Большое число их установлено и в России.